# Maschinengewehr 42

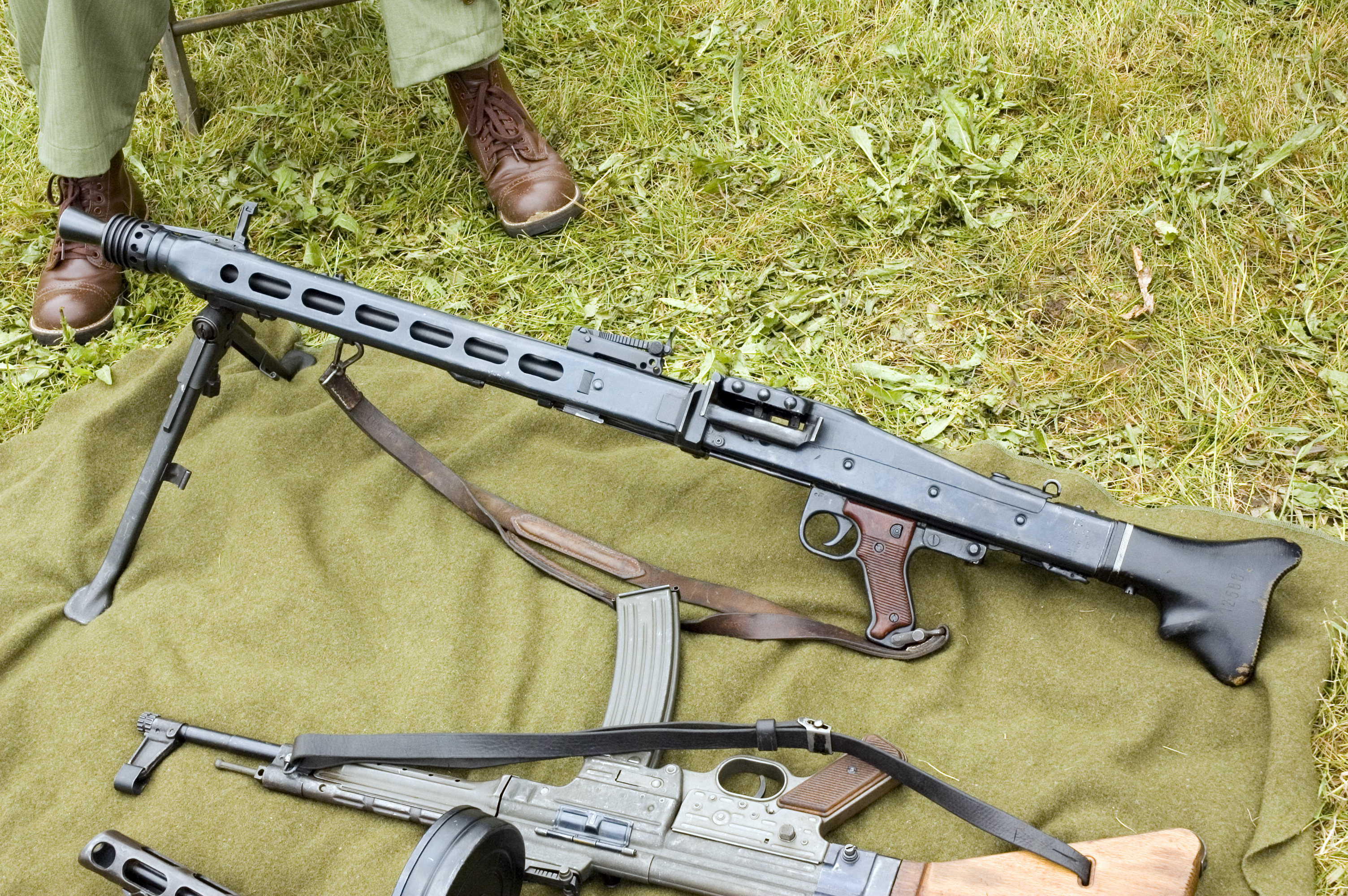
MG42 sur son bipied déplié.

La Maschinengewehr 42 allemande, plus connue sous son code de nomenclature « MG42 » (« MG » pour « Maschinengewehr », soit « mitrailleuse » en français, littéralement « fusil machine »), est considérée comme l'une des meilleures mitrailleuses de la Seconde Guerre mondiale. Les premières armes arrivent dans les unités au cours de l'année 1942. Elle est largement utilisée par l'infanterie de la Wehrmacht pendant la deuxième moitié de la Seconde Guerre mondiale et ses dérivés modernes comme la « MG3 », la « M53 » ou la « MG42/59 », chambrés en 7,62 OTAN, sont encore en service dans de nombreux pays.

## Histoire
L'armée allemande lance la conception de la « MG42 » pour pallier le principal défaut de la mitrailleuse MG34 », qui bien que très efficace et polyvalente, a un coût de fabrication trop élevé pour une nation en guerre, et exige beaucoup de matériaux et de main d'œuvre spécialisée car elle comporte un nombre important de pièces requérant un usinage de précision. Metall und Lackierwarenfabrik Johannes Grossfuss AG, spécialiste du métal embouti, est chargée du développement de la nouvelle arme en 1939. Le principe du court recul du canon, déjà en vigueur sur la « MG34 », est conservé avec un réducteur de recul faisant aussi office de cache-flamme en bout de canon. Mais le mécanisme de verrouillage de la culasse est repensé en utilisant le brevet, no US2089671 du 8 juillet 1933, du Polonais Edward Stecke (Panstwowe Wytwornie Uzbrojenia). Il utilise deux galets situés dans la tête de culasse poussés contre le canon pour verrouiller l'ensemble. Durant le recul, ils sont resserrés, séparant le canon et culasse. Le chargeur d'assaut de son prédécesseur et sa fixation sont abandonnés pour simplifier l'ensemble. La méthode de fabrication s'inspire de celle du « MP-40 », avec un recours important à l'estampage et à l'assemblage par soudure, le montage étant réalisable dans des ateliers de mécanique standards, selon un mode de production déjà mis en œuvre pour le Chauchat. Le modèle créé, appelé « MG39 », se montre encore assez similaire à la « MG34 » mais sa construction requiert deux fois moins de temps, 75 heures au lieu de 150, et moins de métal. Son prix de revient est de 250 Reichsmark contre 327. L'étude est poursuivie pour améliorer encore l'arme, le sélecteur de tir est lui aussi abandonné et la construction encore simplifiée. Cette version est officiellement adoptée par la Wehrmacht sous le nom de MG42. Au moins quatre sociétés sont chargées de la fabrication en série : Grossfuss, Mauser-Werke, Gustloff-Werke et Steyr-Daimler-Puch. Dès 1942, 17 915 exemplaires sont construits, 116 725 suivent en 1943, 211 806 en 1944 et 61 877 en 1945.
Sa cadence de tir constitue l'une de ses caractéristiques les plus appréciées, de 1 200 au début de sa fabrication à 1 500 coups par minute (munition spéciale) au milieu de l'année 1944. Elle rend  les différentes détonations indiscernables pour l'oreille humaine et le bruit de son tir ressemblait à une déchirure dans du tissu (Les Alliés la surnomment d'ailleurs « Hitler’s buzzsaw » — « scie circulaire d'Hitler » en français — en raison du son si caractéristique qu'elle produisait). Elle est aussi moins sensible à la poussière et plus légère avec 11,6 kg en configuration bipied. Sa cadence de tir provoque un échauffement rapide (il était recommandé de changer le canon tous les 200 à 400 coups idéalement) du canon dont l'échange est réalisable en 6 à 10 secondes, et deux ou trois canons sont fournis avec chaque arme, garantissant une cadence de tir pratique assez élevée. La « MG42 » peut être montée aussi bien sur les trépieds destinés à la « MG34 » que sur le nouveau modèle dessiné spécialement pour elle, le « Lafette 42 », pesant 20,5 kg. La MG42 n'est cependant pas utilisée en tant que mitrailleuse de caisse ou coaxiale pour les blindés allemands ; les concepteurs des premiers châssis et tourelles avaient prévu d'accueillir une MG34 et ne convenait pas aux dimensions de la MG42. De plus, l'entretien des MG34 pouvaient se faire moins difficilement que la MG42 dans des milieux exigus, ce qui explique le maintien de l'utilisation des modèles MG34 dans les chars.
La société Mauser crée une « Maschinengewehr 45 » ou « MG42V » qui, au lieu d'une culasse verrouillée, utilise l'ouverture retardée. Seuls dix exemplaires sont produits avant la chute du régime nazi mais son système d'ouverture retardée par galet constitue par la suite la base des armes suisses fabriquées par la SIG, le « Stgw 57/Fass 57 », de la mitrailleuse « SIG 710 », des fusils d'assauts espagnols « CETME » et des armes de la société Heckler & Koch.
La MG42, tout à la fois peu onéreuse, facile à produire en série, fonctionnelle et robuste, révolutionne l'univers des mitrailleuses au point que certains exemplaires capturés ont été utilisés par les Américains pendant la guerre. La possibilité de la monter sur bipied, trépied ou sur véhicule, ainsi que son canon démontable, en font une arme plus polyvalente et mobile que les mitrailleuses alliées. Sa cadence de tir très élevée constitue également un gage d'efficacité. Elle est donc abondamment adoptée et sert de modèle après le conflit.
Son système d'alimentation a servi de modèle à la « M60 » et à la « Minimi » de la « FN Herstal », son système de détente a été repris presque à l'identique, les pièces étant interchangeables, sur les mitrailleuses françaises « AA52 » et « AANF1 ».
Lors de l’éjection des douilles, la MG42 le fait avec une telle force que le col de l'étui se déforme, moyen de savoir aujourd'hui quelles douilles ont été tirées par une MG42.

## Versions

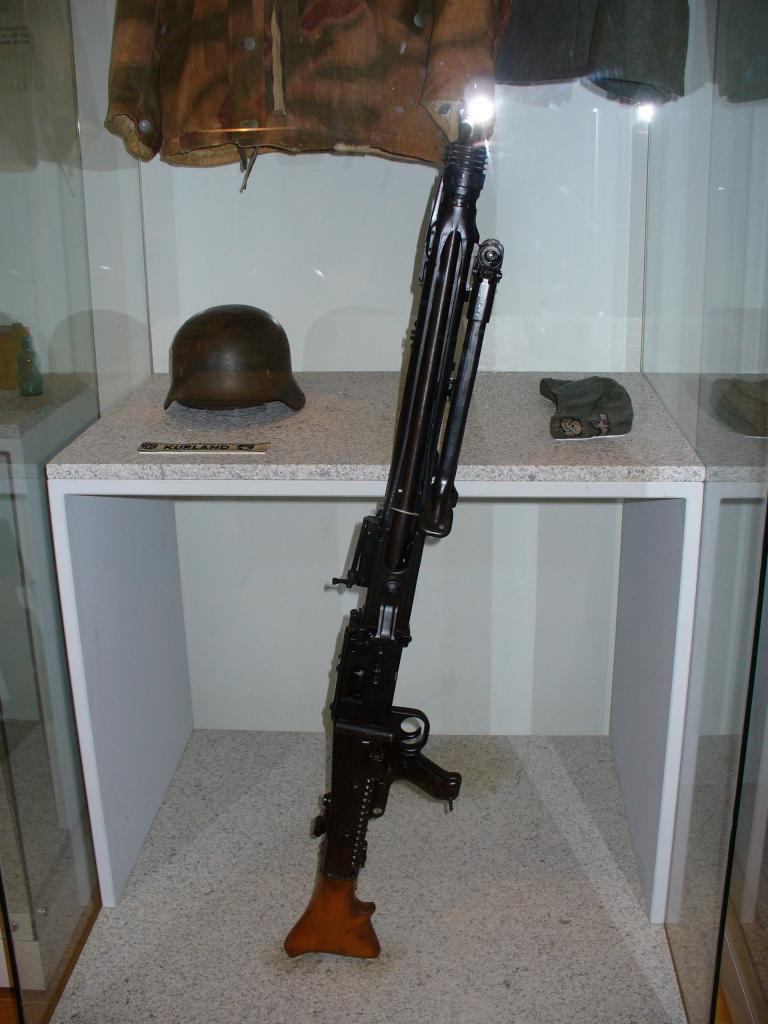
MG42 avec son bipied replié.

- MG39 premiers prototypes, encore dotés d'un sélecteur de tir et ressemblant à la « MG34 ».
- MG42 série principale pendant la Seconde Guerre mondiale.
- MG45 développement par Mauser avec culasse à ouverture retardée fabriqués seulement en dix exemplaires.
- MG42/58 rechambrée en 7,62 OTAN. Fabriquée par la FAO (arsenal d'Oviedo) pour l'Armée espagnole.
- MG42/59 rechambrée en 7,62 OTAN. Fabriquée en Grèce (EBO), en Iran (Organisation des industries de défense) et en Italie (Beretta et Franchi).
- MG1 première version pour la Bundeswehr, rechambrée en 7,62 OTAN. Fabriquée au Pakistan (MG1A3 P par les POF).
- MG2 seconde version pour la Bundeswehr, rechambrée en 7,62 OTAN.
- MG3 troisième version pour la Bundeswehr, rechambrée en 7,62 OTAN. Également produite sous licence en Turquie (MKEK). Cadence de tir : 700 avec réducteur. Sans réducteur 1 300 coups à la minute
- MG74 version autrichienne produite en RFA.
- M53 version yougoslave en 8 mm Mauser (proposé par Zastava Armes en .30-06 US (rarissime et 7,62 OTAN pour l'exportation).
- MG14Z variante à double canon de la mitrailleuse universelle MG3. Le MG14z améliore la puissance de feu des unités militaires qui utilisent encore le MG3 ou d'autres dérivés du MG 42, dont le MG 42/59 italien ou l'ancien SARAC-53 yougoslave. Tactical Group pense que c'est « une alternative économique aux Miniguns ».
- CETME Ameli version espagnole est conçue pour tirer du calibre 5,56 mm OTAN.
- MG51/71 ou Mitr 51/71 version suisse chambrée en calibre 7,5 GP11.

## Caractéristiques techniques de la MG42 originale
- Alimentation : bandes de 50 et 250 coups

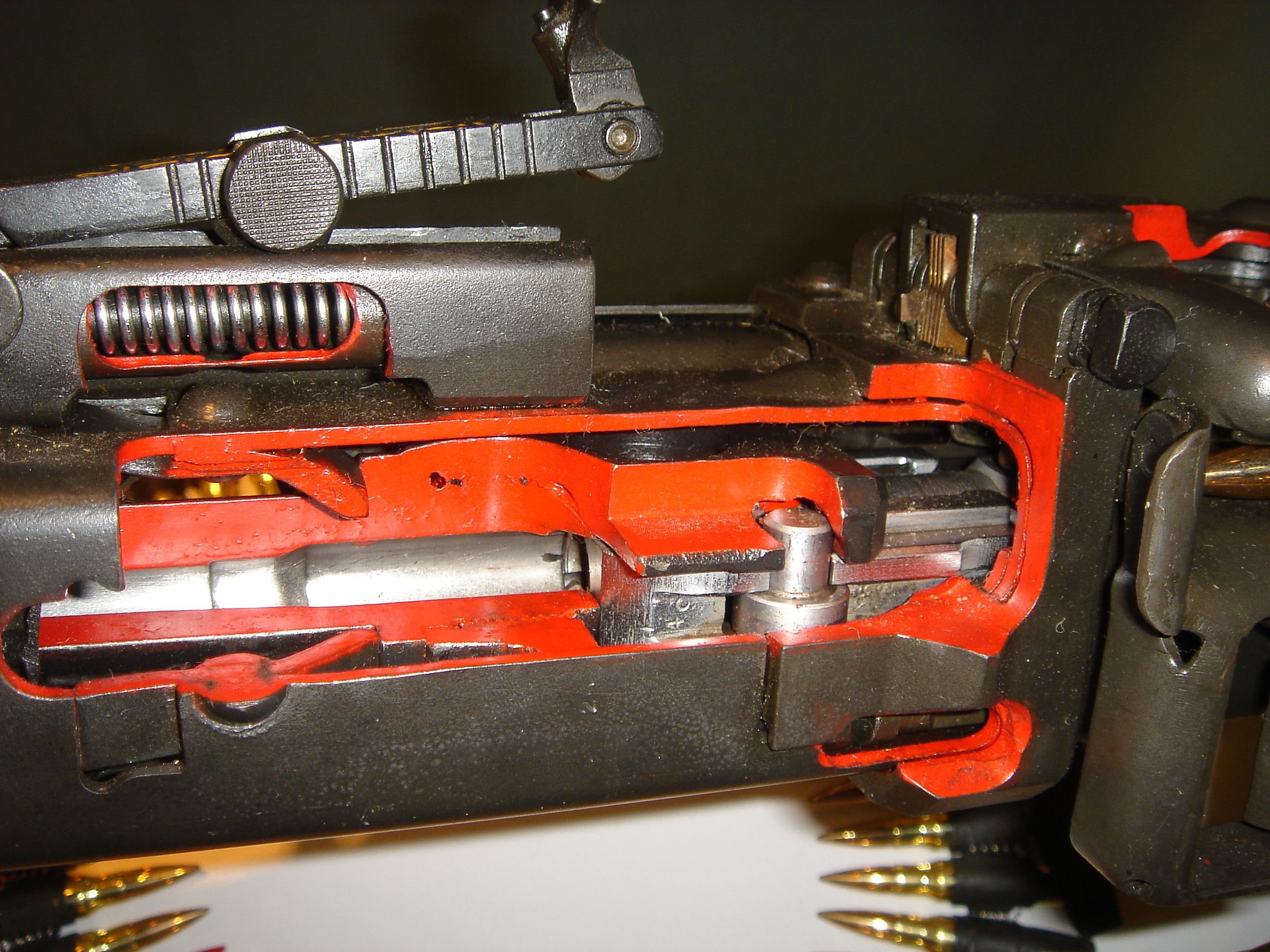
MG42/MG 3 Roller system (système à galet).

- Cadence de tir théorique : de 1 200 à 1 300 coups à la minute
- Fonctionnement : par court recul du canon (action directe de la veine gazeuse), culasse calée, renforceur de recul et refroidissement par air
- Longueur du canon : 530 à 535 mm
- Longueur totale : 1 220 mm
- Masse : 11,5 kg sur bipied, 18 kg sur trépied léger antiaérien et 32 kg sur trépied d'infanterie
- Munition : 7,92 mm x57 (7,92 mm Mauser)
- Rayures du canon : 4, à droite
- Verrouillage : par galets
- Vitesse initiale : 750 m/s (selon munition)

## Diffusion
- MG 42 :
  -  Espagne franquiste : Division Azul sur le Front de l'Est.
  -  Allemagne nazie
  -  République sociale italienne
  -  Union soviétique
  -  Vietnam : Viet Minh puis Viet Cong
  -  France
  -  Israël
  -  Yougoslavie
  -  Allemagne de l'Est
  - Ethiopie
- MG1/MG3 :
  -  Allemagne : MG3 par Rheinmetall.
  -  Autriche
  -  Canada : sur char
  -  Danemark
  -  Espagne
  -  Estonie
  -  Grèce
  -  Iran
  -  Italie
  -  Pakistan
  -  Portugal
  -  Soudan
  -  Turquie
- SARAC M53
  -  Yougoslavie titiste
  -  Bosnie-Herzégovine
  -  Croatie
  -  Macédoine
  -  Slovénie
  -  RF Yougoslavie de Slobodan Milošević
  -  Monténégro
  -  Serbie